# Прокопенко, Анастасия Юрьевна
Анастаси́я Ю́рьевна Прокопе́нко (род. 17 мая 1986 года) — российская бадминтонистка, участница летних Олимпийских игр 2012 года в женском одиночном разряде, серебряный призёр командного чемпионата Европы 2012 года. Выступала за клуб ЦСП «Измайлово».

## Спортивная биография
Заниматься бадминтоном Прокопенко начала в 1995 году в спортивной секции в Москве. Первоначально Анастасия начала там заниматься, поскольку секция была расположена рядом с её школой. В 2005 году Прокопенко в паре с Анатасией Кудиновой стала бронзовым призёром юниорского чемпионата Европы. В 2010 году Прокопенко в составе сборной России приняла участие в Кубке Убера. На турнире россиянки смогли пробиться в четвертьфинал, где уступили будущим победителям соревнований сборной Южной Кореи. В рамках Кубка Прокопенко сыграла один матч — на групповой стадии россиянка победила немку Фабианну Депрец 2:1.
В 2012 году Анастасия Прокопенко выступила на летних Олимпийских играх в Лондоне. На групповом этапе спортсменка, занимавшая 39-ю строчку в мировом рейтинга, получила в соперницы датчанку Тине Баун и польскую бадминтонистку Камиллу Аугустин. В первом поединке Анастасия со счётом 2:0 победила Аугустин и для продолжения борьбы за медали ей необходимо было побеждать датчанку, которая на момент начала Игр входила в десятку сильнейших бадминтонисток мира. Первая партия решающего матча осталась за Прокопенко (21:19), но уступив в двух последующих сетах (15:21, 16:21), Анастасия заняла в своей группе 2-е место и выбыла из турнира. Свои последние матчи на международной арене Прокопенко провела в ноябре 2012 года.

## Личная жизнь
- Окончила МАТИ- РГТУ им. К. Э. Циолковского.
- Работает ведущим экономистом в АО «Связьтранснефть».